# Solanum aculeatissimum
Solanum aculeatissimum, también conocida como la hierba mora india y berenjena holandesa, es una especie de planta fanerógama perteneciente  a la familia de las solanáceas.

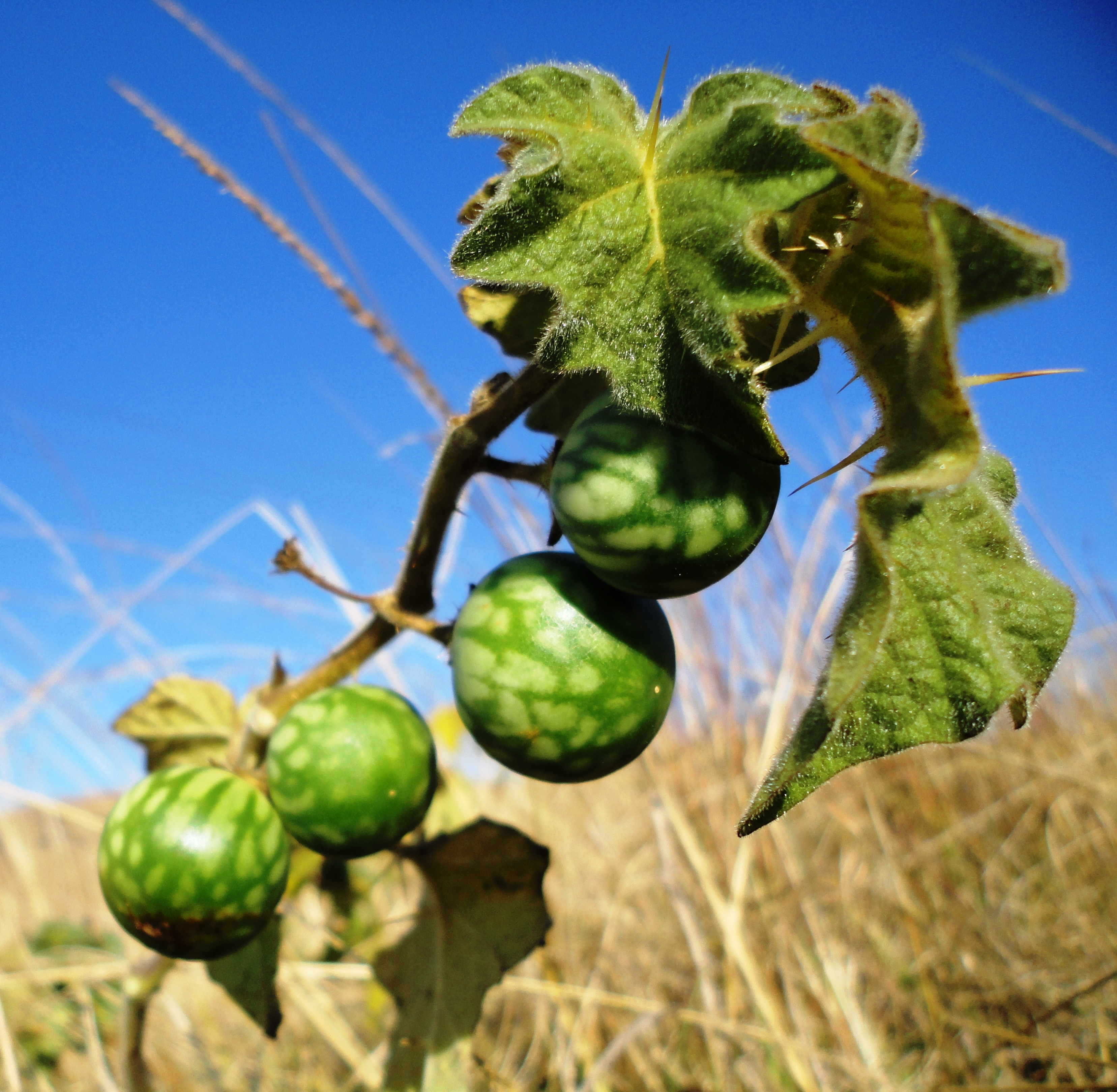
Frutos

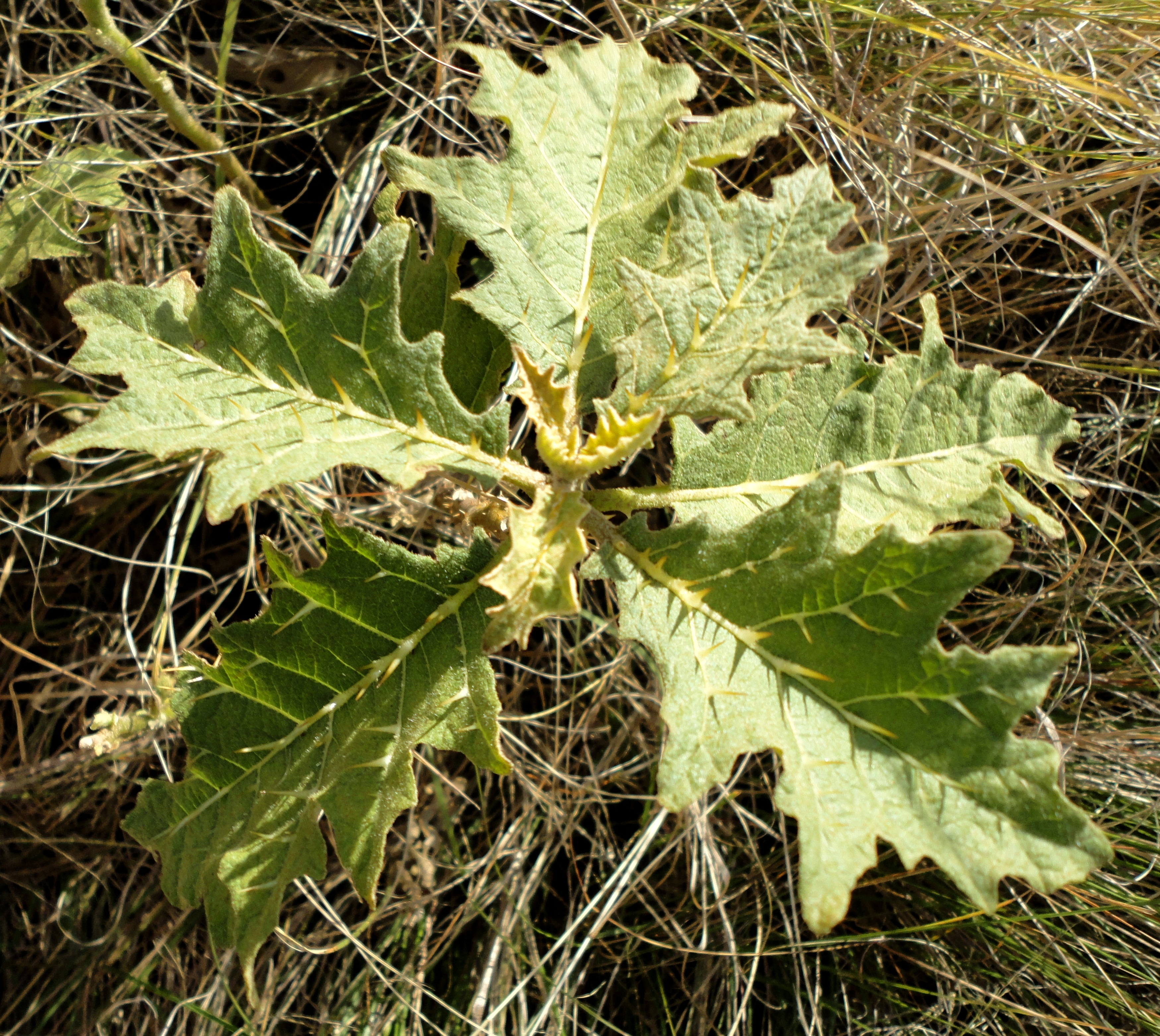
Hojas

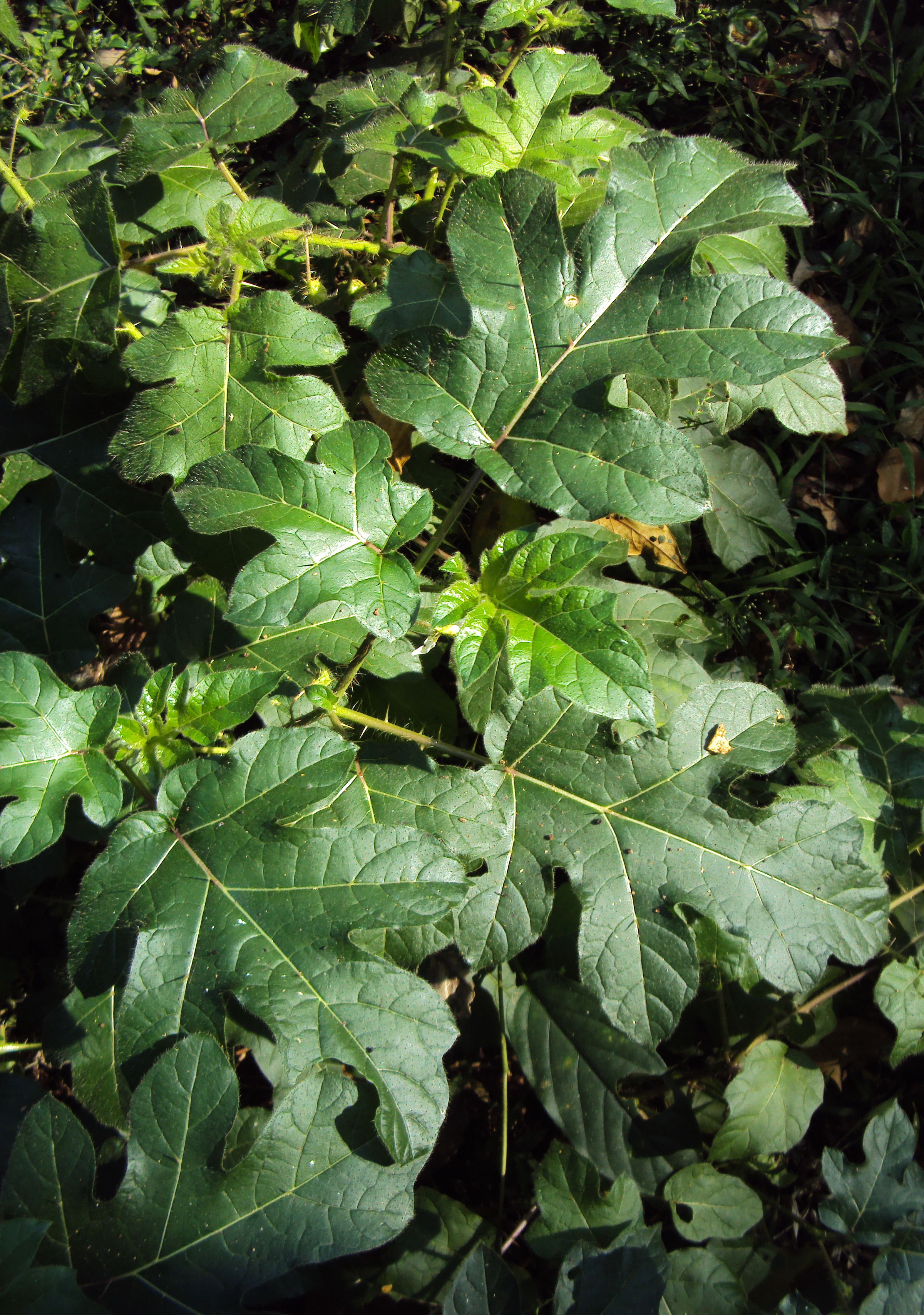
Vista de la planta

## Descripción
Es un arbusto o maleza que lleva pequeñas frutas de 2-3 cm de color amarillo pálido después de las flores blancas con los característicos estambres amarillos.

## Distribución y hábitat
El lugar de donde S. aculeatissimum es nativa aún no se ha determinado de forma concluyente. A pesar de su nombre común que sugiere un origen del sur de Asia, sin embargo, el origen de la planta es muy probable que sea África o América del Sur; mientras que los especímenes han sido identificados en Asia, es raro allí y se cree que es el resultado de una forma accidental o una introducción deliberada. Está estrechamente relacionada con otras especies de Solanum nativas tanto del África subsahariana como de América Central. África es el primer continente en el que S. aculeatissimum fue documentada. El botánico escocés Francis Masson encontró la planta cerca del Cabo de Buena Esperanza,  durante los años 1772-1774, o durante una expedición posterior cuando se quedó en el sur de África desde 1786 hasta 1795. En América del Sur, la planta fue descrita por primera vez en 1816 -1821 por Augustin Saint-Hilaire.

## Propiedades y usos
El fruto se considera tóxico, y la alimentación casual de la fruta, ya sea madura o inmadura, han llevado a muertes en el ganado. El ganado aparentemente evita alimentarse de la fruta. La mayor concentración de alcaloides (4,4%) se encuentra en las semillas. Sin embargo una decocción de frutas, savia de fruta o savia de la fruta asada se han registrado como remedios tradicionales en África. La solasonina es el principal glicoalcaloide en su follaje, tallos, frutos y semillas, además de alcaloides menores que incluyen solamargina, solanina y solasodina.

## Taxonomía
Solanum aculeatissimum fue descrita por Nikolaus Joseph von Jacquin y publicado en Icones Plantarum Rariorum 1: 5, pl. 41. 1781.
Etimología
Solanum: nombre genérico que deriva del vocablo Latíno equivalente al Griego στρνχνος (strychnos) para designar el Solanum nigrum (la "Hierba mora") —y probablemente otras especies del género, incluida la berenjena—, ya empleado por Plinio el Viejo en su Historia naturalis (21, 177 y 27, 132) y, antes, por Aulus Cornelius Celsus en De Re Medica (II, 33). Podría ser relacionado con el Latín sol. -is, "el sol", debido a que la planta sería propia de sitios algo soleados.
aculeatissimum: epíteto latino que significa "muy espinosa".
Sinonimia
- Solanum cavaleriei H. Lév. & Vaniot
- Solanum khasianum C.B. Clarke[9]